# Camara Laye
Pour les articles homonymes, voir Laye et Camara.
Camara Laye, de son vrai nom Abdoulaye Camara, né le 1er janvier 1928 à Kouroussa en république de Guinée et mort le 4 février 1980 à Dakar au Sénégal, est un écrivain guinéen d'expression française.

## Biographie
Camara Laye naît le 1er janvier 1928 à Kouroussa, province de l'Anama, en Haute-Guinée. Sa famille est malinké. Son père, Komady Camara, est forgeron et orfèvre, et sa mère est la petite-fille d’un forgeron. Abdoulaye Camara, surnommé Laye par sa famille, est l'aîné d'une fratrie de douze. Il est toujours très entouré durant son enfance, que ce soit par les apprentis de son père ou par ses frères et ses parents. Après un an d'école coranique, il fréquente l'école primaire française jusqu'à l'obtention de son certificat d'étude,. Comme tout enfant musulman, il passe par le rituel d’initiation de la circoncision. Cet évènement a lieu en brousse dans une atmosphère festive. Bien qu'impatient, Laye Camara est anxieux en tant que futur circoncis : « Ne dansions-nous que pour oublier ce que nous redoutions ? ». Après avoir passé ce rite d'initiation, il a le sentiment d'être un homme. Après la période de convalescence due à sa circoncision, il rentre chez lui et découvre que sa propre case est désormais séparée de celle de sa mère. Bien que triste, il éprouve la satisfaction d’être un homme, d'avoir « l’âge de la raison ».
À quinze ans, il quitte sa famille pour Conakry où Il est accueilli par l'un de ses oncles pour suivre des études d'enseignement technique à l'école Georges-Poiret .

### Études en France
Après l’obtention de son CAP de mécanicien, Laye convainc ses parents de le laisser aller en France pour y poursuivre ses études.
Après l'obtention d'une bourse d'études grâce à ses excellents résultats, il part pour la France où il étudie à l'École centrale d'ingénierie automobile à Argenteuil où Il obtient un certificat de mécanicien. Après l'expiration de sa bourse, il se prend lui-même en charge en faisant de petits boulots à l'usine automobile Simca puis dans les transports en commun de Paris (RATP) et enfin à la Compagnie des compteurs de Montrouge. Il continue ses études, le soir, au Conservatoire national des arts et métiers (CNAM) et au Collège technique de l'aéronautique et de construction automobile. C'est à cette époque qu'il écrit L'Enfant noir.

### Haut fonctionnaire puis chercheur
Il obtient le diplôme d'ingénieur en 1956 et retourne en Afrique, plus précisément au Dahomey (actuel Bénin). La Guinée obtient son indépendance en 1958, et Ahmed Sékou Touré est élu président. Laye Camara est le premier ambassadeur au Ghana. Il occupe ensuite différents postes dans d'autres pays avant d'être rappelé à Conakry, où il travaille pour le département des accords économiques. Il est ensuite nommé directeur de l'Institut National de la Recherche et de la Documentation. Laye Camara se trouve de plus en plus souvent en conflit avec la politique du président Ahmed Sékou Touré. Il est emprisonné pour une courte période. Finalement, dans le milieu des années 1960, il s'enfuit avec sa famille en Côte d'Ivoire, avant de s'installer au Sénégal où il travaille comme chercheur à l'Institut fondamental d'Afrique noire (IFAN), tout en participant au mouvement d'opposition à Sékou Touré.
En tant que chercheur à l'IFAN, il parcourt l'Afrique de l'Ouest afin de recueillir les récits de l'histoire des peuples noirs que racontent les griots, poètes et musiciens d'Afrique.

## Œuvres

### Accueil critique
Le premier roman de Laye Camara, L'Enfant noir, publié en France en 1953 sous le nom de Camara Laye, a reçu le Prix Charles Veillon 1954. Dans ce roman, il dépeint avec nostalgie son enfance heureuse, ses parents, son éducation, le rituel de la circoncision qui est un élément important dans l'initiation à la culture malinké et la fin de sa jeunesse. Ce livre connut un tel succès qu'il fut adapté en film : L'Enfant noir par Laurent Chevallier, sorti en 1995.
Le Regard du roi, publié en 1954, est un récit allégorique et initiatique, avec comme héros un blanc qui, s'étant fait rejeter par ses compatriotes, tente d'accéder à la sagesse profonde de l'Afrique avec l'aide de maîtres spirituels noirs.
Dramouss (A Dream of Africa) a été publié à Paris en 1966, brisant ses douze années de long silence. Il poursuit l'histoire de Fatoman, mais est plus politique ; Fatoman, après son retour à son domicile, a des difficultés à se réajuster à son entourage en Afrique. La vision idéalisée de la vie qu'il s'était faite à l'étranger est corrompue par la violence politique. Sékou Touré apparaît dans le récit, à peine déguisé, comme « Le Big Brute ». En prison, Fatoman rêve d'un lion noir apportant la paix en Guinée.
Son dernier livre, Le Maître de la parole, publié en 1978, est une transcription de l'épopée de Soundiata, une épopée orale consacrée à Soundiata Keïta, l'empereur mandingue mort en 1255. Fruit d'une enquête de vingt ans auprès des griots malinkés, l'ouvrage se fonde en particulier sur la récitation de l'épopée faite à Camara Laye par le griot Babou Condé ; mais Camara Laye la romance en partie afin de la rendre accessible à un lectorat plus large.

### Controverses
Dans les années 1970, des accusations de plagiat et d'imposture littéraire sont adressées contre Camara Laye,. Pour appuyer ces accusations, les auteurs considèrent que Camara Laye ne devrait pas pouvoir maîtriser la construction et le style romanesque observé dans L'Enfant noir et Le Regard du roi au regard de son niveau d'éducation. La maîtrise et les allusions aux œuvres de Franz Kafka que l'on retrouve dans ses romans sont également suspectes. Il est également suggéré que la connaissance de la culture Mossi ne peut pas faire partie du bagage culturel malinké de l'auteur.
Aujourd'hui, il n'existe aucun élément probant permettant de conforter ces accusations que Abiola Irele déconstruit complètement,. Le chercheur littéraire rappelle le contexte dans lequel s'inscrivent ces accusations dont d'autres auteurs africains sont également la cible. Il estime cependant qu'il reste probable que les romans de Camara Laye fasse l'objet d'une réécriture par les pairs, procédé courant dans le processus de fabrication d'un roman. Enfin, il pointe le caractère particulièrement paradoxal et infondé de considérer que l'auteur ne peut pas avoir lu Kafka ou la littérature ethnologique sur l'Afrique de l'Ouest.